# The Sunlandic Twins
 (mars 2012).
Si vous disposez d'ouvrages ou d'articles de référence ou si vous connaissez des sites web de qualité traitant du thème abordé ici, merci de compléter l'article en donnant les références utiles à sa vérifiabilité et en les liant à la section « Notes et références ».
Albums de of Montreal
Satanic Panic in the Attic
(2004) Hissing Fauna, Are You The Destroyer?
(2007)
The Sunlandic Twins est le septième album studio du groupe athénien of Montreal. L'album a été presque exclusivement enregistré par le compositeur Kevin Barnes à Athens, en Géorgie et à Oslo en Norvège.

## Liste des titres
Toutes les pistes ont été écrites et composées par Kevin Barnes.
1. Requiem for O.M.M.2 – 2:19
2. I Was Never Young – 3:30
3. Wraith Pinned to the Mist and Other Games – 4:15
4. Forecast Fascist Future – 4:22
5. So Begins Our Alabee – 4:15
6. Our Spring Is Sweet Not Fleeting – 1:02
7. The Party's Crashing Us – 4:53
8. Knight Rider – 1:06
9. I Was a Landscape in Your Dream – 3:05
10. Death of a Shade of a Hue – 2:54
11. Oslo in the Summertime – 3:21
12. October Is Eternal – 3:58
13. The Repudiated Immortals – 2:18